# 林其翔
林其翔，廣東省廣州府南海縣人，清朝政治人物。進士出身。
光緒二年（1876年），參加丙子恩科會試，得貢士第46名。殿試登進士2甲第98名。同年五月（6月3日），著分六部學習。